# Proust era un neuroscienziato
Proust era un neuroscienziato è un saggio di Jonah Lehrer pubblicato per la prima volta in inglese nel 2007 e apparso in italiano nel 2008. Con questo suo primo libro Lehrer sostiene che alcune scoperte scientifiche del XX e del XXI secolo sono riscoperte di precedenti intuizioni avute da alcuni artisti, tra cui Marcel Proust.

## Descrizione
Con un approccio multidisciplinare, Jonah Lehrer mette in relazione le neuroscienze con l'arte e la letteratura e, in una sintesi tra cultura umanistica e cultura scientifica, analizza l'opera e le intuizioni di alcuni artisti, argomentando l'idea che la scienza non è l'unica via possibile per la conoscenza.
Lehrer racconta come Walt Whitman, George Eliot, Auguste Escoffier, Marcel Proust, Paul Cézanne, Igor' Fëdorovič Stravinskij, Gertrude Stein e Virginia Woolf abbiano distinto alcune funzioni essenziali della mente umana, anticipando, con le loro intuizioni, diverse scoperte scientifiche successive, nell'ambito della linguistica, della chimica, e delle neuroscienze.
Ad esempio Lehrer spiega come Walt Whitman abbia intuito le basi biologiche del pensiero umano; come la scrittura sperimentale di Gertrude Stein faceva presagire il lavoro di Noam Chomsky sulla grammatica; come la coscienza estetica di Stravinskij abbia anticipato le scoperte dei neuroscienziati sui modelli sviluppati dal cervello per il riconoscimento delle sequenze di note; come il cuoco Escoffier abbia rifondato le linee portanti dell'alta cucina tenendo conto del gusto umami, quando la scienza non ne aveva dimostrato l'esistenza; o come Marcel Proust abbia penetrato i misteri della memoria immergendosi nei suoi ricordi e mettendoli in relazione con il gusto e l'olfatto.
Nel capitolo su Proust, Lehrer fa riferimento a uno studio del 2002 pubblicato da Rachel Herz, una neuropsicologa della Brown University, secondo cui il gusto e l'olfatto sono in collegamento diretto con l'ippocampo, che svolge un ruolo importante nella memorizzazione, e i due sensi hanno un ruolo importante sia nella formazione dei ricordi che nella loro evocazione.

## Edizioni
- Jonah Lehrer, Proust era un neuroscienziato, collana Paperback, Codice Edizioni, Torino, 2008,  pp. 204, cap. VIII., ISBN 978-88-7578-096-8.
- Jonah Lehrer, Proust Was a Neuroscientist, Houghton Mifflin Harcourt (HMH), 2007,  pp. 242, cap. VIII., ISBN 0-618-62010-9.